# Berastagi
Berastagi är en ort i Indonesien.   Den ligger i provinsen Sumatera Utara, i den västra delen av landet, 1 400 km nordväst om huvudstaden Jakarta. Berastagi ligger 1 402 meter över havet och antalet invånare är 44 765.
Terrängen runt Berastagi är varierad.Runt Berastagi är det ganska tätbefolkat, med 199 invånare per kvadratkilometer. Närmaste större samhälle är Kabanjahe, 10,7 km söder om Berastagi. Omgivningarna runt Berastagi är en mosaik av jordbruksmark och naturlig växtlighet.